# NGC 301
NGC 301 este o galaxie lenticulară, posibil spirală, situată în constelația Balena. A fost descoperită în anul 1886 de către Frank Muller.